# 95e brigade d'assaut aérien
La 95e brigade d'assaut aérien (en ukrainien : 95-та окрема десантно-штурмова бригада, 95 ОДШБр ; numéro d'unité militaire А0281) est une grande unité des Forces d'assaut aérien ukrainiennes. Au moment du déclenchement de la guerre en Ukraine, elle est considérée comme la meilleure brigade ukrainienne. La brigade joue un rôle majeur au début de l'invasion de l'Ukraine par la Russie, empêchant l'armée russe de s'emparer de Sloviansk.

## Historique

### Création
En décembre 1992, l'ex 242e régiment de chars (une unité d'instruction des sous-officiers chefs de char de la 117e division soviétique, au cinquième de son effectif), devenu ukrainien depuis peu, est renommé le 95e centre d'entrainement des Forces aéromobiles. En 1995, le centre est renommé la 95e brigade aéroportée, son effectif est complété avec des parachutistes venant d'autres unités, le tout caserné à Korbutivka (banlieue ouest de Jytomyr) et à Bohunia (banlieue nord-ouest). En 2000, l'unité est modifiée pour devenir une brigade aéromobile, faisant désormais partie du 8e corps d'armée ; en 2016, elle est renommée brigade d'assaut aérien car elle vient de recevoir une compagnie de chars.
C'est l'une des plus anciennes et expérimentées unités de parachutistes d'Ukraine. Des détachements ont été envoyés en mission de maintien de la paix au sein de la FINUL au Liban, de la mission des Nations unies en Sierra Leone, de l'IFOR en Bosnie-Herzégovine, de la Force pour le Kosovo, de la Monusco au Congo démocratique, de la MINUL au Liberia, ainsi que durant la guerre d'Irak.

### Guerre du Donbass
La brigade participe à la guerre du Donbass en 2014, d'abord dans des combats pour Sloviansk lorsqu'elle prend part au troisième assaut de mai 2014 puis à celui sur Kramatorsk. La brigade a subi ses premières pertes majeures le 13 mai lors d'une embuscade tendue par des militants près d'Oktyabrskyi (aujourd'hui Mayachka), au cours de laquelle 7 parachutistes sont tués. Le 26 mai, les combattants de la brigade participent à la première bataille de l'aéroport de Donetsk. Un groupe de militaires de la brigade est intégré à la réserve consolidée qui vient en aide aux unités déjà présentes sur l'aéroport. Le 19 juin, des unités de la brigade (au moins un peloton de reconnaissance) participent aux combats pour Yampil. À la suite de la bataille, les localités de Yampil et Zakitne sont libérées.

#### Raid de la 95e brigade
En juillet, les unités bloquant la frontière russo-ukrainiennes sont quasi-encerclées dans les régions du sud-est de Louhansk et de l'est de Donetsk, bloquées entre la frontière russe au sud et à l'est, les séparatistes au nord et la rivière Mious à l'ouest. Le commandement ukrainien élabore alors un plan pour débloquer ses unités. Après qu'un BTG de la 25e brigade aéroportée a pris une position de blocage, la 95e doit ouvrir un couloir en zone séparatiste et faire la jonction avec les 1er et 3e BTG de la 30e brigade et le "BTG Kotoz" de la 51e brigade mécanisée positionnés au sud. Elles doivent ensuite prendre le contrôle de plusieurs points afin de permettre aux troupes ukrainiennes bloquées de traverser la Mious. Le raid doit alors reprendre par le nord afin de couper la  République populaire de Donetsk de celle de Louhansk. Le 26 juillet l'opération débute par une percée de la 25e qui prend position à Chakhtarsk. Le 27, la 95e s'élance, coupe l'autoroute H21 et fait la jonction avec les BTG des 30e et 51e. Elles conquièrent ensuite les hauteurs de Saour-Mogyla, mais elles doivent les abandonner en raison de tirs de BM-21 Grad venant du territoire russe. À partir du 1er août, les ukrainiens entament une bataille pour le village de Stepanivka (raïon de Horlivka) (uk). Après avoir pris le contrôle du village, et de Dmytrivka (raïon de Horlivka) (uk) situés sur la rivière, les 95e et 30e brigades établissent des pontons. Elles font traverser les unités bloquées soit : le 2e BTG de la 24e brigade, un BTG de la 51e, le 1er BTG de la 72e brigade mécanisée, le 1er BTG de la 79e brigade aéromobile, du 3e régiment des forces spéciales et le détachement frontalier de Donetsk. L'étape suivante du raid est la création d'un corridor dans la région entre Stepanivka — Khroustalny— Chervona Polyana — Lutugyne afin de couper l'autoroute M03, et isoler les séparatistes de l'arrivée de renforts Russes. Lors des combats pour Khroustalny et Miusynsk, les premiers affrontements ont lieu entre des forces ukrainiennes (95e et 30e brigades), et des unités régulières russes. En avançant vers le nord, la 95 brigade coupe l'autoroute et le ravitaillement des séparatistes. Les parachutistes établissent des barrages routiers dans les directions dangereuses. Le 2e bataillon de la 30e brigade venant du nord et la 95e brigade font finalement la jonction fermant le cercle extérieur autour de Donetsk. Le 10 août, la 95e brigade quitte la zone, traversant les lignes arrières ennemies en direction de Debaltseve et reviennent à la zone de départ près de Sloviansk. Au total, ils auront parcouru plus de 400 km. Sur les 400 hommes de la brigade engagés, environ 13 parachutistes sont morts. Seuls 40 % du matériel sont revenus sur les lieux de déploiement initiaux,.

#### Bataille de l'aéroport de Donetsk
En octobre 2014, la 4e compagnie (« Bear Company ») du 2e bataillon de la brigade participe à la seconde bataille de l'aéroport de Donetsk. Les 1er et 13e bataillons de l'unité y participent également entre le 18 janvier et le 20 février 2015. Les combattants du 1er bataillon arrivent sur la position "Zénith" dans la nuit du 17 au 18 janvier. Dès le matin, le BTG participe à l'assaut du village de Spartak. À la suite de la bataille, au moins 3 militaires de la 95e brigade sont tués et 14 blessés.
Le 20 janvier, 3 soldats du 13e bataillon de la brigade sont tués dans la zone de la piste de l'aéroport. Le même jour, des soldats du 1er bataillon sont impliqués dans des opérations d'assaut dans la direction de la mine Putylivska. Le 22 janvier, les parachutistes de la 95e brigade sont engagés dans de violents combats lors la défense de l'unité militaire "Boat". Les combats se renouvellent le 26 janvier durant lesquels, des unités des 1er et 13e bataillons, renforcés d'un peloton de chars du 3e bataillon du 169e Centre d'entraînement des Forces armées et par le 3e bataillon de la 25e brigade aéroportée infligent de lourdes pertes aux séparatistes autour du pont ferroviaire sur le tronçon Avdiivka-Donetsk près d'Avdiïvka et de la mine Putylivska. Le 10 février, le 13e bataillon prend d'assaut des positions séparatistes à proximité de la cimenterie, et au même moment, la 3e compagnie du 1er bataillon entre dans Spartak. La position n'est pas reprise et 4 militaires du 13e bataillon sont tués au combat.

#### Batailles de Debaltseve et d'Avdiïvka
La brigade participe ensuite à la bataille de Debaltseve en février 2015. Le 10 février, une unité conjointe de la brigade participe à une tentative de libération de la localité de Logvynovy en amont de la ville. Dans la nuit du 17 au 18 février, un détachement consolidé de la brigade, avec l'appui de tirs d'artillerie et de mortiers, parvient à occuper les hauteurs dominantes 231,6 et 276, prenant ainsi le contrôle de la voie de sortie des unités du secteur C de Debaltseve.
Après les Accords de Minsk, la brigade prend position à Avdiïvka. Le 25 mai 2018, environ 1 000 militaires rentrent dans leur caserne à Jytomyr pour une rotation après 6 mois à Avdiïvka.

### Invasion russe de l'Ukraine

#### Batailles de Makariv et d'Izioum (février - avril 2022)
Lors de l'invasion de l'Ukraine par la Russie, la 95e brigade est considérée comme la meilleure brigade ukrainienne. La majorité de la brigade parmi laquelle les 1er, 2e et 13e bataillons d'assaut aérien et la compagnie de chars est stationnée à Toretsk à proximité de Horlivka. Quarante-cinq hommes de la brigade sont héliportés de leur base à Jytomyr et participent à la contre-attaque lors de la bataille de l'aéroport de Hostomel. Le 2 mars, le 1er bataillon contre-attaque autour de Horlivka et fait 14 prisonniers,. A Jytomyr, une partie de la brigade est rejoint par plusieurs centaines de volontaires et vétérans qui vont être regroupés au sein de trois groupements tactiques de bataillons. Ils vont assurer la défense du flanc sud-ouest de Kiev positionnée au côté de la 14e brigade mécanisée autour de Makariv. Ensemble, ils repoussent les assauts la 39e brigade de fusiliers motorisés dans de violents affrontements notamment entre le 8 et le 15 mars où Makariv est recupérée une première fois. De violents affrontements se poursuivent pour le contrôle de la ville jusqu'au 25 mars, date à laquelle, les russes sont définitivement repoussés.
Début mars, les éléments de la brigade dans le Donbass, soit l'essentiel de l'unité sont regroupés en vue d'une contre-attaque pour ouvrir un couloir et sauver Marioupol. Le 1er bataillon puis le reste de la brigade sont finalement redéployés à la mi-mars dans le secteur d'Izioum en soutien de la 81e brigade aéromobile pour contenir les russes qui menacent Sloviansk et donc d'encerclement du dispositif ukrainien dans le Donbass. Elle défend la rive sud d'Izioum notamment le village de Kamenka, protégeant à l'accès à la M03, route Izioum-Sloviansk. Elle doit permettre aux ukrainiens de gagner du temps pour construire des lignes défensives entre Izioum et Sloviansk. C'est à cette occasion qu'elle subit ses pertes les plus importantes.

#### Secteur d'Izioum - Sloviansk (avril - septembre 2022)
La brigade se replie ensuite plus au sud le long d'une ligne de défense qui forme un arc de cercle devant Dovhenke entre Kurulka (uk), Sulyhivka (uk), Dibrovne (uk) et Dolyna assurant ainsi la défense de Sloviansk aux côtés de ses consœurs de la 81e brigade aéromobile (face à Sviatohirsk) et de la 79e brigade d'assaut aérien (face à Yampil). Elle repousse les assauts russes et parvient à tenir la ligne de positions. Elle joue ainsi un rôle majeur bouchant la brêche russe au sud d'Izioum. Les efforts de la 95e brigade entre mars et mai 2022 entre Izioum et Sloviansk permettent aux ukrainiens de tenir Sloviansk au prix de pertes qui réduiront le potentiel offensif de la brigade. A partir de là, la brigade va jouer un rôle plus mineur dans les opérations en raisons des pertes. Dovhenke est finalement conquise le 11 juin par les Russes mais ils ne peuvent exploiter cette prise. La brigade reste positionnée dans le secteur durant tout l'été alors que les assauts russes diminuent. En juin 2022, la brigade reçoit la distinction Pour le Courage et la Bravoure. En septembre 2022, la brigade participe à la contre-offensive de Kharkiv pendant laquelle ses unités aux côtés de la 3e brigade de la Garde nationale fixent les Russes à l'ouest d'Izioum. Cela permet aux troupes ukrainiennes, notamment la 25e brigade aéroportée d'encercler partiellement la ville à partir du nord. La brigade participe à la libération de la ville et capture des soldats russes. Durant la seconde phase de l'opération, le 1er bataillon participe à la libération du village de Shandryholove puis de Druzhelyubivka au nord de Lyman.

#### Ligne Svatove - Kreminna et oblast de Donetsk (octobre 2022 - août 2024)
A partir de la fin 2022, la 95e brigade est positionnée à l'ouest de Kreminna, même si certaines de ses unités sont régulièrement envoyées sur d'autres points du front. En novembre, la brigade tente sans succès de prendre d'assaut le villag de Ploschanka. En janvier 2023, elle mène une tentative d'attaque vers Kreminna depuis le sud, simultanément à une manœuvre de la 25e brigade aéroportée depuis le nord. Au cours des mois suivants, elle continue à opérer dans le secteur forestier de Kreminna. En juin 2023, soutenant l'action des 111e et 126e brigade de défense territoriale, elle repousse une tentative d'attaque russe menée par la 76e division d'assaut aéroporté de la Garde depuis Kreminna. Le 2e bataillon est aperçu à Marïnka en octobre 2023, le 13e bataillon près de Koupiansk en novembre 2023 où il est détaché auprès de la 14e brigade mécanisée. Fin mars, le 2e bataillon revient dans le secteur de Kreminna, où il repousse un assaut mécanisé russe en direction de Terny. Le 3 avril 2024, les soldats des 63e, 60e, 21e brigades mécanisées et de la 95e brigade d'assaut aérien détruisent un système de lance-flammes lourd TOS-1A « Solntsepyok »,, près du village de Ternivka (uk) situé à la frontière des oblasts de Louhansk et de Donetsk, avec des drones FPV. Fin juin, la brigade est transférée à Toretsk à la suite de l'intensification de l'offensive russe en direction de la ville. Elle défend la localité de Pivnichne, banlieue immédiate de Toretsk afin de mener des opérations de freinage dans des conditions difficiles, le 1er bataillon devant notamment extraire plusieurs de ses hommes pour éviter l'encerclement.

#### Offensive dans l'oblast de Koursk (août 2024 - mars 2025)
La brigade revient sur le devant des opérations en août 2024, alors que les forces ukrainiennes lancent une offensive dans l'oblast de Koursk. Alors que certains éléments sont toujours déployé à Pivichne ou autour de Svatove (notamment ceux du génie et d'artillerie), les 1er, 2e et bataillons pénètrent dans l'oblast une fois la brêche ouverte par ses unités-sœurs, les 80e et 82e brigade d'assaut aérien. Le 20 août, la brigade coupe les routes d'accès au village de Malaja Loknja, encerclant partiellement des éléments de la 18e division de fusiliers motorisés de la Garde et poursuit plus au nord autour du village de Pogrebki, secteur qu'ils vont ensuite apprement défendre. Les jours suivants, la 95e subit de violents contre-attaques russes notamment des troupes Akhmat et parviennent à tenir le front malgré de violents combats. En septembre, le 2e bataillon mène des actions offensives depuis l'oblast de Soumy contre les positions russes à l'aide de chars, de l'autre côté de la frontière à proximité de Medvezh'e. A partir du mois du mois d'octobre, les assauts des 155e et 810e brigade d'infanterie de marine de la Garde sur leurs positions du côté de Malaja Loknja se multiplient sans succès notamment à Kruglen'koe et Novaya Sorochina. La brigade aux côtés de plusieurs unités d'élites dont le 225e bataillon d'assaut et le 4e régiment spécial de rangers repousse efficacement les russes leur infligeant de pertes de façon constante et détruisant une grande quantité de matériel,,. La zone de Malaja Loknya est dans une poche attaqué à la fois par le l'Est, le Nord et l'Ouest. Le 17 décembre, la brigade publie une vidéo où elle repousse un assauts de soldats Nord-coréens près de Nechaev. La brigade est ensuite attaqué par la 34e brigade de fusiliers motorisés de montagne qui parvient notamment à détruire un BTR-80. En février, les forces ukrainiennes se retirent de l'oblast de Koursk. Le 28 février, le village de Pogrebki est repris par le 9e régiment de fusiliers motorisés.

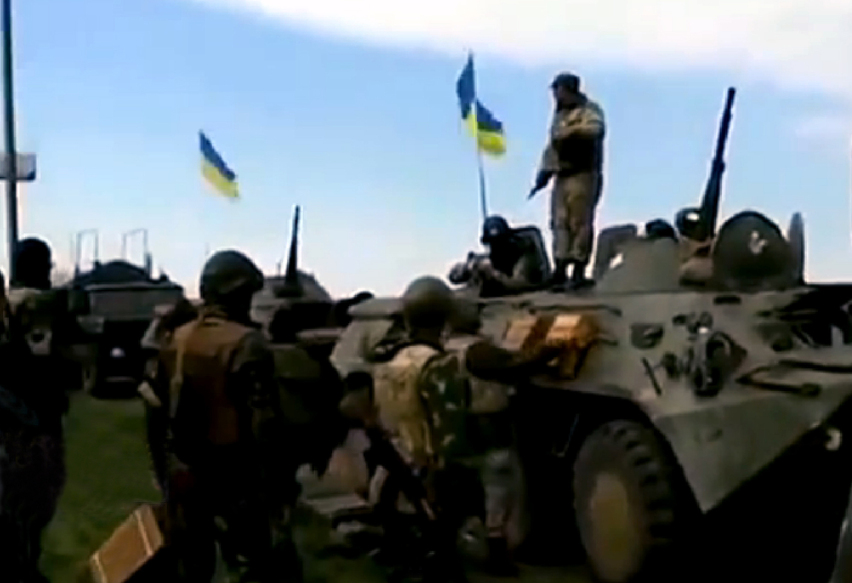
En 2014 dans le Donbass.
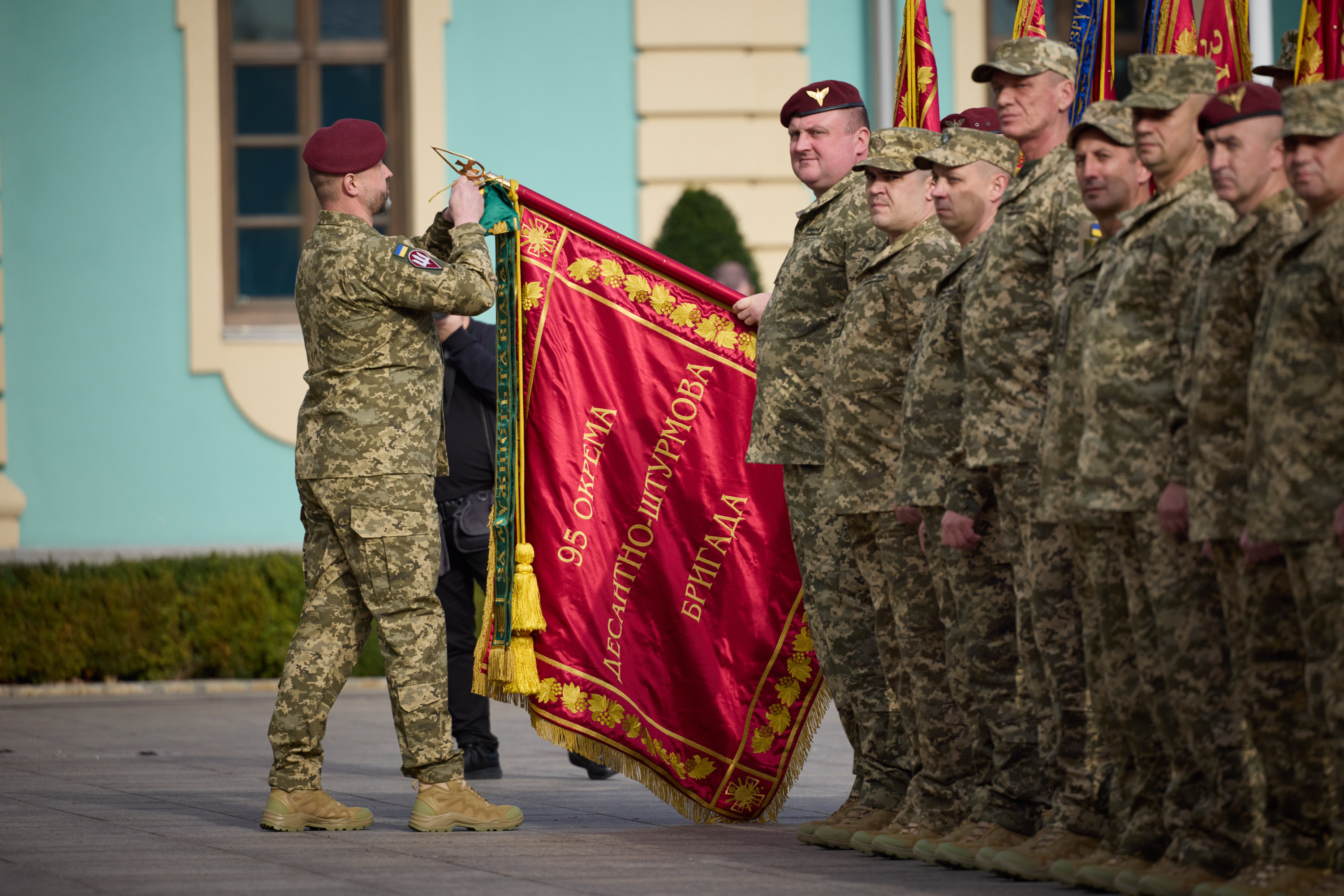
Le drapeau lors de la Journée des défenseurs et défenseuses de l'Ukraine de 2022.

## Structure

### Ordre de bataille
- État-major de la brigade ;
  - 
    -  Compagnie de protection du QG ;

  -  1er bataillon d'assaut aérien ;
  -  2e bataillon d'assaut aérien ;
  -  13e bataillon d'assaut aérien ;
  -  4e bataillon d'assaut aérien ;
  -  Compagnie de chars (des T-80AV)
  -  groupe d'artillerie de la brigade;
    - 
      -  État-major du groupe d'artillerie
      -  Unité de contrôle et d'acquisition de cibles ;

    -  Bataillon (дивізіон) d'artillerie automotrice[43] (2S3 Akatsiya) ;
    -  Bataillon d'artillerie automotrice (2S1 Gvozdika) ;
    -  Bataillon de lance-roquettes multiples (BM-21 Grad) ;
    -  Bataillon anti-char

  -  Bataillon antiaérien (9K35 Strela-10 et 2K22 Toungouska) ;
  -  Bataillon du du génie ;
  -  Compagnie de reconnaissance (sur BRDM-2) ;
  -  Compagnie de tireur d'élites
  -  Compagnie logistique ;
  -  Compagnie de maintenance ;
  -  Compagnie de transmissions ;
  -  Compagnie de radar ;
  -  Compagnie médicale (soins et évacuation) ;
  -  Compagnie de protection NRBC.

### Équipements
En 2022, la 95e brigade d'assaut aérien est équipée au format standard des brigades aéroportées ukrainiennes. Sa compagnie de chars est équipée de dix T-80BV, ses bataillons d'assaut aérien d'environ 30 blindés de transport de troupes chacun notamment des BTR-3DA, des BTR-80. Son matériel se modernise au fur à mesure de la guerre notamment en 2024.
- Compagnie de chars :  T-80BV
- Bataillon d'assauts :
  - Véhicules de combats d'infanterie : M2 Bradley livrés par les États-Unis, Marder livrés par l'Allemagne.
  - Blindés de transports de troupes : BTR-80 et BTR-3DA
  - Blindés légers Kozak-2, Kraz Spartan, Dozor-B et Humvee.
- Groupe d'artillerie : obusiers automoteurs de 122 mm 2S1 Gvozdika, et 2S19 Msta-S, obusiers tractés D-30 de 122 mm, Howitzer de 105 mm L119 et de MLRS BM-21 Grad[2].
- Compagnie de reconnaissance : BRDM-2
- Bataillon anti-aérien : 9K35 Strela-10

## Commandants
- depuis 2021 : colonel Dmytro Bratichko (Дмитро Братішко)
- de 2018 à 2021 : colonel Maxime Mirhorodskiï
- de 2015 à 2018 : colonel Oleh Hut
- de 2013 à 2015 : colonel Mikhaïlo Zabrodskiy

### Personnalités liées
- Oksen Lissovyi, ministre de l'éducation.
- Ihor Herassymenko, major, député, Héros de l'Ukraine.